# Villa Ibrahim
La villa Ibrahim est une villa située à Cannes, dans le département des Alpes-Maritimes.

## Localisation
La villa est située au no 12 du boulevard de l'Observatoire, à Cannes.

## Histoire
La villa est construite vers 1925 par l'architecte Georges Delattre pour le compte du prince égyptien Muhammad Ali Ibrahim.
En 1927, Georges Lakhovsky l'acquiert pour le prix de 3500000 francs, mais la remet en vente en 1936 pour le prix d'un million de francs. Le comte Chevreau d'Antraigues en devient alors propriétaire.